# 蒙特克拉羅峰
蒙特克拉羅峰（西班牙語：Cerro Monte Claro），是委內瑞拉的山峰，位於該國西部巴里納斯州，屬於梅里達山脈的一部分，處於與梅里達州接壤邊界，海拔高度3,297米。